# Mont Saint-Jean, Luxemburg
Mont Saint-Jean är ett berg i Luxemburg.   Det ligger i distriktet Luxemburg, i den södra delen av landet, 15 kilometer söder om huvudstaden Luxemburg. Toppen på Mont Saint-Jean är 417 meter över havet, eller 70 meter över den omgivande terrängen. Bredden vid basen är 1,9 km.
Terrängen runt Mont Saint-Jean är platt åt nordväst, men åt sydost är den kuperad.  Runt Mont Saint-Jean är det ganska tätbefolkat, med 239 invånare per kvadratkilometer.. Närmaste större samhälle är Luxemburg, 15,2 kilometer norr om Mont Saint-Jean.
Trakten runt Mont Saint-Jean består till största delen av jordbruksmark.